# Stazione di Brigata Bari
Stazione di Brigata Bari vasúti megállóhely Olaszországban, Bari településen.

## Vasútvonalak
Az állomást az alábbi vasútvonalak érintik:
- Bari–Barletta-vasútvonal
- Bari–San Paolo-vasútvonal

## Kapcsolódó állomások
A vasútállomáshoz az alábbi állomások vannak a legközelebb:
- Stazione di Francesco Crispi
- Stazione di Quintino Sella